# Das verschleierte Bild von Groß-Kleindorf
Das verschleierte Bild von Groß-Kleindorf ist ein kurzer, deutscher Rätselstummfilm aus dem Jahre 1913 von Joe May.

## Handlung
Ein Gemälde mit einer aufreizenden Frau im Mittelpunkt erregt aufgrund der sinnlichen Formen der Dargestellten vor allem die Aufmerksamkeit der Männer des Örtchens Groß-Kleindorf. Rasch ist die scheinheilige Empörung groß und das Kunstwerk wird dezent verhüllt. Nach einigen weiteren Ereignissen ist das verschleierte Bild aber komplett verschwunden. Der Film endet mit der an das Publikum gestellten Frage: „Wer mag wohl das Bild gestohlen haben?“ Einer der zwei im Stück vorkommenden Kunstmaler ? Oder der Lehrer ? Oder eine der sich besonders sittsam gebenden Bürgersfrauen ? Oder das verliebte, junge Mädchen ? Oder womöglich sogar der Schneidermeister ?

## Produktionsnotizen
Das verschleierte Bild von Groß-Kleindorf entstand im Herbst 1913 im Continental-Film-Atelier in der Chausseestraße 123 und passierte die Filmzensur im November desselben Jahres. Am 26. Dezember 1913 erfolgte die Uraufführung des zu diesem Zeitpunkt zweiaktigen Films. Bei der Neuzensur im Jahre 1922 hatte der Film drei Akte und war in um etwa neun Minuten länger. Gelegentlich wurde der Film auch unter dem Titel Die Mona Lisa von Groß-Kleindorf gezeigt. In Wien lief Das verschleierte Bild von Groß-Kleindorf im März 1914 in gleich drei Kinos. Für die richtige Lösung des Falles wurden hier 1500 Kronen ausgelobt.
Die Herstellungskosten beliefen sich auf 823 Mark (5.413 Euro). Victor Janson gab hier sein Filmdebüt.
Das verschleierte Bild von Groß-Kleindorf ist ein typisches Beispiel für das vor dem Ersten Weltkrieg kurzzeitig existente Genre des Preisrätselfilms. Auf der Leinwand wurden bestimmte Geschehnisse gezeigt, ohne ein Ende der Geschichte vorzugeben. Die Zuschauer konnten dann schriftlich Vorschläge bei Zeitungen wie etwa dem Berliner Tageblatt einreichen, wie der Film enden soll. Dem Gewinner winkte ein Preisgeld in Höhe von 8.500 Mark (55.903 Euro). Der Auflösungsfilm sollte am 20. Februar 1914 erscheinen. Trotz der beträchtlichen Geldsumme konnte sich das Genre des Preisrätselfilms in Deutschland nicht durchsetzen.
Bemerkenswert bei diesem kleinen Film ist die Fülle an nachmals bekannten Schauspielern, die später nahezu durchgehend beachtliche Filmkarrieren machen sollten.
Der Film gilt als verschollen.